# Gwyneddosaurus
Gwyneddosaurus là một chi bò sát thủy sinh đã tuyệt chủng thuộc họ Tanystropheidae.